# Сизигія

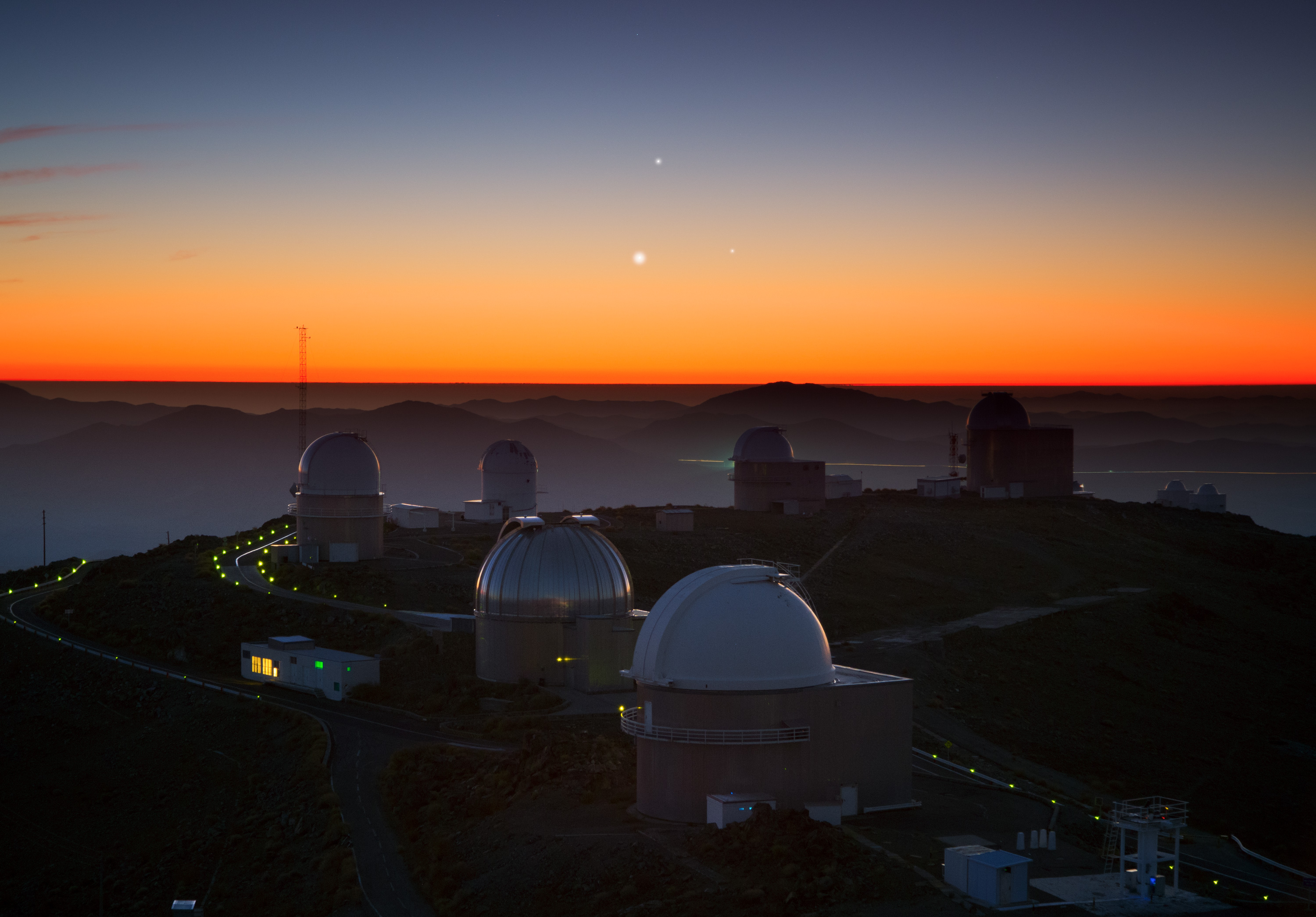
Юпітер (вгорі), Венера (внизу ліворуч) і Меркурій (внизу праворуч) над обсерваторією Ла Сілла, Чилі (26 травня 2013 р.)

Сизи́гія (грец. συζυγία (syzygia) - поєднання, парне сполучення) — природне явище розташування на одній прямій трьох або й більшої кількості астрономічних тіл в межах Сонячної системи. Термін найчастіше використовують для позначення вирівнювання положення Сонця, Землі і Місяця під час молодика (нового Місяця) або повні (повного Місяця).
Сизигією називають таке розташування Місяця, коли його довгота збігається з довготою Сонця (Місяць у фазі молодика) або відрізняється від довготи Сонця на 180° (фаза Місяця - повня).
Сизигію зазвичай асоціюють з цими двома місячними фазами, однак сизигією буде і розташування на одній прямій будь-яких трьох небесних об'єктів у Сонячній системі (чи в будь-якій іншій системі об'єктів на орбіті навколо зірки). Для сигизії лінія не може бути ідеально прямою, оскільки орбітальні площини будь-яких трьох тіл у Сонячній системі рідко збігаються і геометричні центри трьох об'єктів, які перебувають у сизигії, майже ніколи не лежать точно на одній прямій.
Під час сизигій відбуваються сонячні і місячні затемнення.
З сизигіями пов'язані особливо високі припливи.
Часто термін неточно використовують для назви цікавого розташування планет загалом.

## Інші значення
В езотериці
Сизигія — будь-яка комплементарна пара протилежностей як у стані об'єднання, так і в стані опозиції; єдність пар протилежностей, наприклад: онтологічне і онтичне, чоловіче і жіноче.
У філософії
сигизію розглядають як механізм узгодження "повноти і органічності", що, на відміну від античної та традиційної проблематики частини і цілого, акцентує увагу на положенні про їхню співвідносність одне одному. Існування процесу чи явища як цілісності, що постійно перебуває в оновлюючому русі, зазнає впливу своїх дискретів і відповідно впливає на них, зумовлюється взаємоузгодженням дискретів і тотальності (частин і цілого), які невпинно трансформуються. Професор В. Кізіма порівнює сизигію з гармонією як порядком, співвіднесеним із деякою організаційною, моральною, естетичною його оцінкою. Однак подібність гармонійного та сизигійного начал недостатня для того, щоб стверджувати про їхню тотожність. На заваді цьому постає діаметральна різниця в охоплюваних сизигією та гармонією процесах і явищах. Якщо гармонія може бути притаманна лише сталим, сформованим, відносно впорядкованим формам, оскільки "виникає з хаосу, безладдя і дисгармонії і, отже, в хаосі, безладді і дисгармонії не спостерігається" , то сизигія серед своїх чеснот передбачає і увідповіднювання таких компонентів тотальності, що характеризуються плинністю, мінливістю, нестабільністю, стан яких є далеким від гармонійного. Отож поле охоплюваних сизигією процесів і явищ значно ширше від сфери панування гармонії.

## Цікаві факти
- Тринадцята серія третього сезону американського науково-фантастичного серіалу «Цілком таємно» має назву «Сигизія».